# Розенбаум, Соломон Аронович
Соломон Аронович Розенбаум (1885, Полтава — 1941, Полтава) — советский украинский художник.

## Биография
Соломон Розенбаум родился 19 (31) декабря 1885 года в Полтаве. Окончил четырёхклассное городское училище. В 1904—1908 учился в Одесском художественном училище у К. К. Костанди. В 1910—1912 годах учился в художественном училище при Императорской Академии художеств. В 1915—1917 годах работал в мастерской И. Мясоедова в Полтаве. Член АХРР (с 1926) и АХКУ (с 1929).
В 1909—1941 годах преподавал в учебных заведениях Полтавы. Член Ассоциации художников Красной Украины. С 1939 года преподавал в областном Доме народного творчества.
После начала Великой Отечественной войны не уехал в тыл, готовил к эвакуации картины художественного музея. Погиб осенью 1941 года от рук нацистов во время оккупации Полтавы.

## Творчество

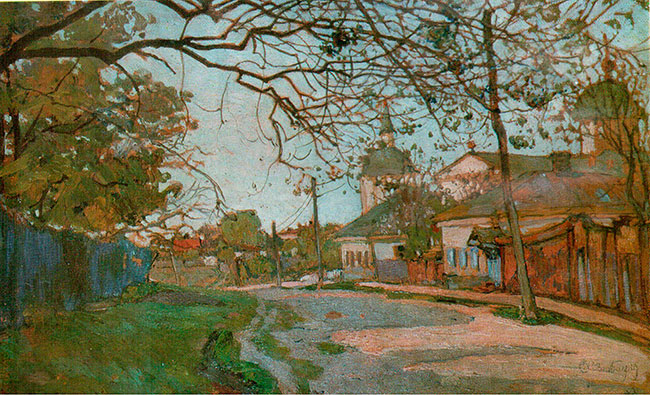
«Вулиця у Полтаві», 1920, Полтавский художественный музей

На творческой манере Соломона Розенбаума сказалось влияние импрессионизма и стиля модерн. Он писал преимущественно городские и индустриальные пейзажи.
Художник Н. Г. Бурачек так отзывался о нём:
Розенбаум! Неутомимый певец Полтавщины! Великий мастер пейзажа. Просто, без формалистического кривляния, виртуозной мудрой рукой созданы эти полотна. Какие сочные, звонкие цвета! Сколько поэзии! Какой утончённый эстетический вкус! Как легко написано! Никто и не заподозрит, как это тяжело сделать. Настоящий артист!
Ниже перечислены некоторые из работ Розенбаума:
- «Вулиця у Полтаві» (1920)
- «Околиці Полтави» (1926)
- «Останні сірі дні» (1926)
- «Селянський двір» (1926)
- «Перший сніг» (1926)
- «Портрет вантажника» (1926)
- «На Дніпрельстані» (1928)
- «Осінь» (1929)
- «Зимовий день» (1936)
- «Лісова поляна» (1936)
- «Над Дніпром» (1936)
- «Зима» (1936)
- «Осика» (1936)
- «Жовті рози» (1937)
- «Полтавський краєвид» (1939)
- «Дніпрогес» (1940)
- «Домни в Макіївці» (1940)
- «Зима» (1940)